# Tifnit

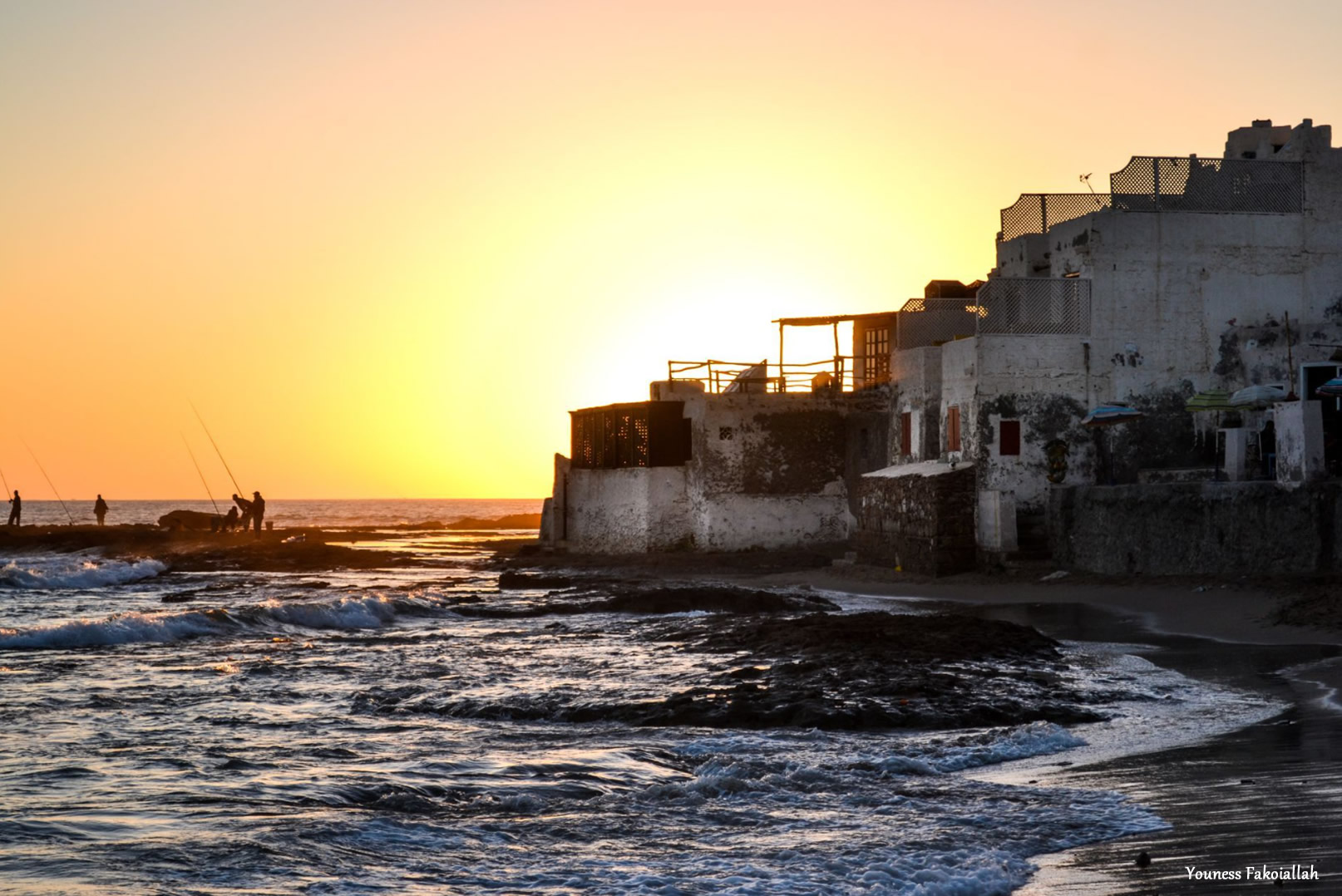

Tifnit ou Tifnite (تيفنيت ; en tifinagh : ⵜⵉⴼⵏⵉⵜ) est un village de pêcheurs du sud-ouest du Maroc, dans la région Souss-Massa et la province de Chtouka-Aït Baha. Situé sur la côte atlantique, à une quarantaine de kilométres au sud d'Agadir, Tifnit se trouve à mi-chemin entre l'estuaire de l'oued Souss et l'estuaire de l'oued Massa. Le 26 décembre 2023, le village a été détruit par des industriels pour y construire une zone industrielle, et n'ont rien déblayé. Il ne reste que les bateaux bleus.

## Vue d'ensemble
A quelques dizaines de kilomètres au sud de la ville d'Agadir, sur la côte Atlantique, les pêcheurs avaient construit il y a plusieurs siècles, les premiers abris qui, avec le temps, sont devenus Tifnit, beau village de pêcheurs, avec son panorama unique constitué par ses maisons troglodytiques, ses barques bleues et sa plage, sur une côte sauvage non loin du parc national de Souss-Massa.
Le mode de vie de ceux qui vivent dans Tifnit raconte l'histoire de cet ancien village, leurs maisons sont construites avec des matériaux naturels, le pisé notamment, ce qui lui donne un aspect d'image de carte postale. 
La pêche constitue l'activité principale des habitants, ils vendent leurs prises de la journée sur la plage, le sar, le calmar, la seiche, la lotte, loup de mer, le maquereau et la sole entre autres, à des prix abordables.
Depuis quelques années Tifnit est devenu un lieu prisé des surfeurs , mais aussi une destination populaire pour les touristes, notamment les camping-caristes, et les résidents consacrent beaucoup de temps à entretenir leur village et à préserver sa nature.
Visiter Tifnit offre également la possibilité d'explorer le parc national de Souss-Massa, cette réserve naturelle qui abrite des oiseaux en voie de disparition comme l'ibis chauve.